# 甲磺酸铀酰
甲磺酸铀酰是一种无机化合物，化学式为UO2(CH3SO3)2。它可由乙酸铀酰二水合物和甲磺酸以及少量的甲磺酸酐在140 °C反应制得；它的一水合物可由三氧化铀和甲磺酸在甲磺酸胍存在下反应、结晶得到。
它在氮气中的热分解产物为U3O7。